# Helix
För berg- och dalbanan på Liseberg, se Helix (berg- och dalbana). För andra betydelser, se Helix (olika betydelser).

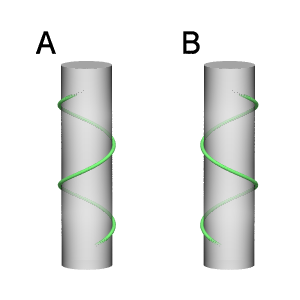
Höger- och vänstervridande helix.

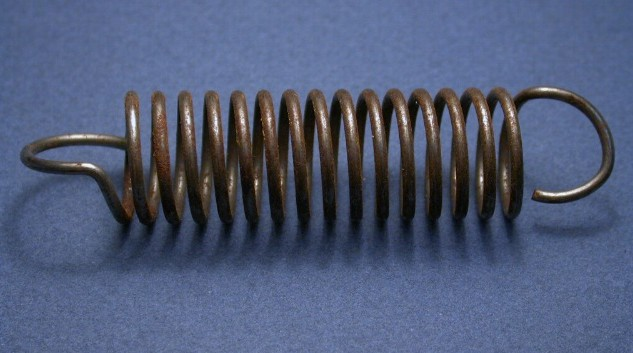
En skruvfjäder.

En helix är en typ av spiral i tre dimensioner som utgår från en kurva som kränger sig runt en axel i en skruvliknande form. Helixformer förekommer bland annat i DNA-molekylen, i spiraltrappor och i organiska fibrer. 
Inom matematiken kan en helix beskrivas av r=acos(t)i+asin(t)j+btk.